# ¿Arde París?
¿Arde París? es una novela histórica de Larry Collins y Dominique Lapierre publicada en 1964. Describe los días de agosto de 1944 y, muy detalladamente, las horas que precedieron a la Liberación de París por parte de las Fuerzas Aliadas, las Fuerzas Francesas Libres y los movimientos de Resistencia interior, adheridos estos últimos en su mayoría al Partido Comunista Francés durante la Segunda Guerra Mundial.
La obra debe su título a la pregunta hecha por Hitler a sus generales reunidos en el Gran Cuartel General de Rastenburg, Prusia Oriental, el 25 de agosto de 1944, momento en el que este se negaba de manera obstinada a perder París después de cuatro años de ocupación. Sin embargo, la situación se había vuelto crítica: a falta de unidades para retener la ciudad, el general Dietrich von Choltitz había recibido la orden personalmente de Hitler, de resistir hasta el último hombre, y de destruir París por medio de cargas explosivas localizadas en los más importantes monumentos de la ciudad, así como arrasar con aquellos barrios donde los ejércitos alemanes encontraran resistencia y apoyo a las tropas de liberación.
Esta obra se caracteriza por mostrar desde diferentes puntos de vista el conflicto: el de los habitantes de París, los soldados de Leclerc, el de Eisenhower, el de Hitler y de manera particular el del general Von Choltitz. Para ello, los autores entrevistaron a docenas de testigos y protagonistas de los hechos. Es además, rica en detalles que parecen triviales, pero que en su conjunto van retratando la atmósfera que vivía París, sus habitantes y ocupantes en los días previos a la liberación. 
La importancia del papel del general Von Choltitz, gobernador alemán de París, quien se negó a obedecer la orden de Hitler de destruir la ciudad, es reconocida actualmente por los parisinos de una manera muy curiosa, pues en la grabación que se escucha en el autobús turístico que recorre los distintos monumentos de la ciudad, se menciona que dichos monumentos siguen ahí gracias a Von Choltitz.
Fue llevada al cine en 1966 por René Clément con un extenso reparto de estrellas internacionales.